# Comuna Sernîkî, Zaricine
Sernîkî (în ucraineană Серники) este o comună în raionul Zaricine, regiunea Rivne, Ucraina, formată din satele Bir, Oleksandrove, Sernîkî (reședința) și Solomîr.

## Demografie
Componența lingvistică a comunei Sernîkî
     Ucraineană (98,83%)
     Alte limbi (1,15%)
Conform recensământului din 2001, majoritatea populației comunei Sernîkî era vorbitoare de ucraineană (98,83%), existând în minoritate și vorbitori de alte limbi.